# Station Szubin
Station Szubin is een spoorwegstation in de Poolse plaats Szubin.